# Deuterophysa
Deuterophysa és un gènere d'arnes de la família Crambidae descrit per Warren el 1889.

## Taxonomia
- Deuterophysa albilunalis (Hampson, 1913)
- Deuterophysa baracoalis (Schaus, 1924)
- Deuterophysa biconicalis (Hampson, 1918)
- Deuterophysa coniferalis (Hampson, 1918)
- Deuterophysa costimaculalis Warren, 1889
- Deuterophysa fernaldi Munroe, 1983
- Deuterophysa flavidalis (Hampson, 1918)
- Deuterophysa grisealis Hampson, 1917
- Deuterophysa luniferalis (Hampson, 1913)
- Deuterophysa obregonalis Schaus, 1924
- Deuterophysa pallidifimbria (Dognin, 1909)
- Deuterophysa purpurealis (Hampson, 1913)
- Deuterophysa sanguiflualis (Hampson, 1913)
- Deuterophysa subrosea (Warren, 1892)

## Espècies antigues
- Deuterophysa micralis Hampson, 1907